# HD 205420
HD 205420，又名BD+22 4431，SAO 89807、HR 8250，是一颗恒星，视星等为6.47，位于銀經74.48，銀緯-21.08，其B1900.0坐标为赤經21h 29m 59.8s，赤緯+22° -21.08′ 39″。